# 1200

1200(천이백)은 1199보다 크고 1201보다 작은 자연수다.

## 수학
- 합성수로, 그 약수는 총 30개다. (1, 2, 3, 4, 5, 6, 8, 10, 12, 16, 20, 24, 25, 30, 40, 48, 50, 60, 80, 100, 120, 150, 200, 240, 300, 400, 600, 1200)
  - 1200의 진약수의 합은 2644이므로, 1200은 과잉수다.
- 112번째 불가촉수다. 앞의 불가촉수는 1192, 다음은 1212이다.
- 12번째 이십각수다. 앞의 이십각수는 1001, 다음은 1417이다.
- {\displaystyle 1200=2^{7}\times 3^{2}+48}
- {\displaystyle 7^{4}-1}은 1200으로 나누어떨어진다.

## 과학·기술
- NGC 1200(독일어판, 프랑스어판): 에리다누스자리 방향에 있는 타원은하.
- 아미가 1200(일본어판, 영어판): 코모도어 인터내셔널에서 1992년에 출시한 개인용 컴퓨터.
- 테크닉스 SL-1200(일본어판, 영어판): 파나소닉에서 생산하는 축음기 시리즈.

## 교통
- 1200계(일본어판): 일본에서 숫자 1200을 사용하는 철도 차량들을 일컫는 용어.

## 군사
- U-1200(영어판): 제2차 세계 대전에 사용된 나치 독일의 군용 잠수함.

## 문화유산
- 대한민국의 보물 제1200호: 고창 선운사 동불암지 마애여래좌상

## 기타
- 연도: 1200년, 기원전 1200년
- 1200년대

## 같이 보기
- 1000